# Конканские железные дороги
Конканские железные дороги (англ. Konkan Railway, обозначение: KR) — железнодорожная сеть, проложенная вдоль Конканского побережья в Индии. Была создана и управляется компанией Konkan Railway Corporation (англ.). Имеет общую протяженность 738 км, пролегает из Токура, близ Мангалора в Карнатаке до маленького городка Роха в округе Райгад, штат Махараштра, через Гоа, по западному побережью Индии и горной гряде Западные Гаты.

## Описание

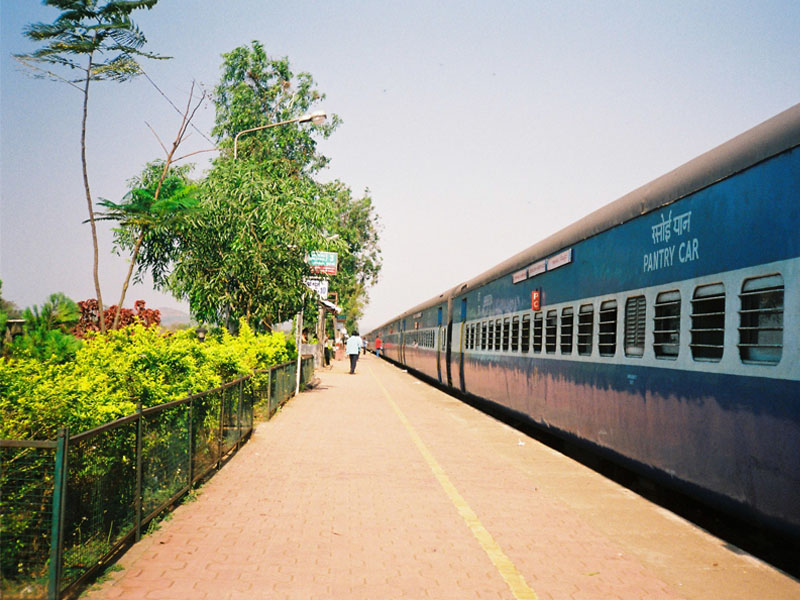
Одна из станций КЖД. 2007 год

### Маршрут

Станция Баркур.

Дорога представляет собой длинную, почти прямую линию и не электрифицирована. Общая протяженность путей — приблизительно 738 километров. Несмотря на то, что спроектирована она была под использование высокоскоростными поездами, самый быстрый поезд, использующийся на КЖД — Trivandrum Rajdhani Express — развивает максимальную скорость в 110 км/ч. Дорога открыта для использования как грузовыми, так и пассажирскими составами. Путь её, пролегая параллельно линии побережья Аравийского моря, предлагает своим пассажирам одни из самых восхитительных видов во всех Индийских железных дорогах. Во многих местах железная дорога пересекается с одной из трёх основных гоанских магистралей государственного значения — с национальным хайвэем NH-17.
Всего на пути следования составов находятся 56 пассажирских станций. Несмотря на то, что Конканские железные дороги — практически прямая линия, Юго-восточные железные дороги пролегают параллельно KR из Маджорды до Магдаона в Гоа, дублируя путь.

### Пассажироперевозки

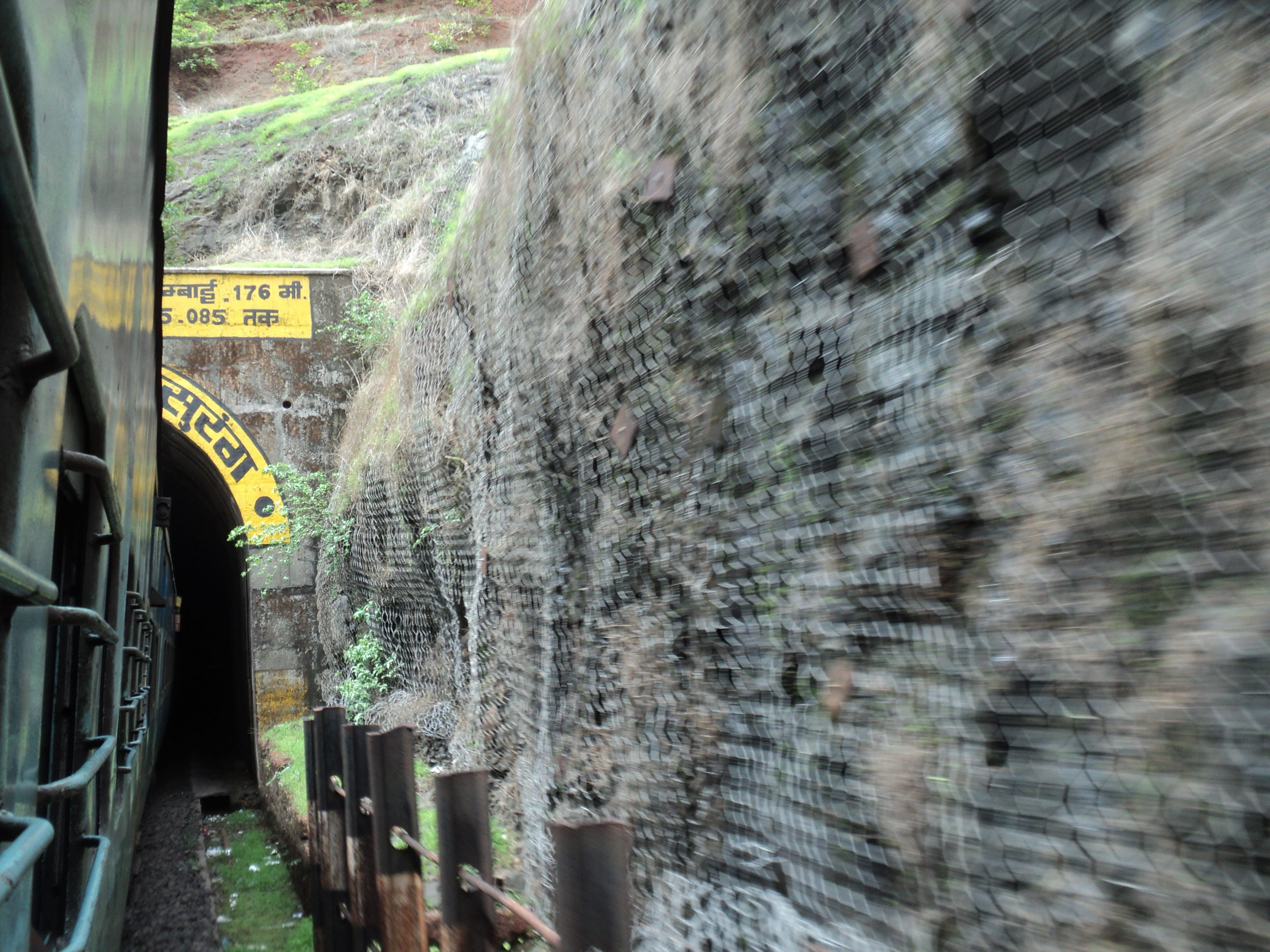
Поезд приближается ко въезду в туннель. Стена туннельного въезда затянута сеткой-рабицей для предотвращения сдвига грунта и падения на поезд камней.

Маршрут стал крайне популярным у населения штата практически со дня своего открытия, так как он обеспечивает связь между населенными пунктами, до этого практически недосягаемыми для крупного транспорта, также обеспечивая собой быструю связь между пассажирами, путешествующими между западной и южной Индией. Некоторые существовавшие ранее составы, с введением в эксплуатацию KR, изменили свой маршрут. Первым из таковых поездов стал Netravati Express, ранее следовавший из Мумбая в Бангалор, и позднее продливший свой путь до Тируванантапурама, столицы штата Керала, с 1 апреля 1998 года. Также Matsyaganda Express, ранее следовавший от мумбайской пригородной железнодорожной развязки Локманья Тилак Терминус (англ. Lokmanya Tilak Terminus) до Мангалора, претерпел изменения с 1 мая 1998 года; подобные изменения претерпели множество других поездов-экспрессов, теперь следующих через штат Гоа.
В 2010 году был продлён маршрут учреждённого годом ранее скоростного поезда Мумбай-Карвар, теперь он следует до Мангалора ежедневно

## КЖД в СМИ
Конканские железные дороги изображены  одном из эпизодов телешоу Extreme Railways британского телеканала Channel 5 с ведущим Крисом Таррантом (англ. Chris Tarrant).